# Super Mario 128
Super Mario 128 fue un nombre en clave para dos proyectos de desarrollo diferentes en Nintendo. El nombre se usó por primera vez en 1997 para una secuela de Super Mario 64 para 64DD, que fue cancelada. El nombre se reutilizó para una demostración gráfica de GameCube en la feria comercial Nintendo Space World del año 2000. Nintendo incorporó gradualmente los conceptos gráficos y físicos mostrados en la generación rápida de objetos de Pikmin (2001), en la física de Metroid Prime (2002) y en la tecnología de caminar en esferas de The Legend of Zelda: Twilight Princess (2006) y Super Mario Galaxy (2007). La demo de Super Mario 128 intrigó el análisis generalizado, los rumores y la anticipación en los medios durante la década de 2000.

## Historia

### Super Mario 64-2
El nombre Super Mario 128 fue utilizado por primera vez por Shigeru Miyamoto en enero de 1997, como posible nombre para una secuela de Super Mario 64. Se dijo que esta expansión y secuela de Super Mario 64 que luego fue nombrada como Super Mario 64-2 fue supuestamente desarrollada para la 64DD, pero fue cancelada debido al fracaso comercial de la 64DD. Miyamoto mencionó en la E3 de 1997 que «apenas estaba comenzando» con el proyecto. En el Space World 1997 de Nintendo en noviembre de 1997, Miyamoto añadió «No hemos decidido [si será de dos jugadores] todavía. Todavía estamos buscando el modo en que Mario y Luigi puedan coexistir y además ser controlados cada uno por un jugador. Pero decidiremos más sobre el juego cuando hayamos acabado el desarrollo de Zelda».

Estamos preparando a Mario 64-2 para su lanzamiento en la 64DD. Me gustaría aprovechar la capacidad del 64DD para almacenar información. A partir de ahora, Luigi también es una parte completa del juego, pero aún no hemos empezado a pensar en una jugabilidad de 2 jugadores con Mario y Luigi. Abordaremos eso una vez que hayamos comprendido como funciona el sistema; hemos descubierto los problemas de potencia de procesamiento, por lo que podríamos hacerlo si lo intentáramos.
 Shigeru Miyamoto, diciembre de 1997

En noviembre de 1999, Miyamoto dijo: «Desde hace un año, un programa prototipo de Mario y Luigi ha estado funcionando en el monitor de mi escritorio. Hemos estado pensando en el juego, y puede ser algo que podría funcionar en un sistema de juego completamente nuevo». El juego sólo tenía un nivel demo. Miyamoto afirmó que la funcionalidad multijugador era el primer aspecto del juego que quería incluir.

Nintendo Power: ¿Qué pasa con la secuela de Super Mario 64?
Miyamoto: Hemos estado pensando en el juego, y puede que sea algo que funcione en un sistema completamente nuevo.
Nintendo Power: ¿Planeas hacer un juego cooperativo simultáneo para dos jugadores?
Miyamoto: De hecho, hemos estado considerando un juego cooperativo y simultáneo para cuatro jugadores, pero cada pantalla tendría que ser muy pequeña, y tendríamos que implementar un nuevo trabajo de cámara. Pero me gusta hacer frente a este tipo de problemas.
Shigeru Miyamoto Nintendo Power Subscriber Special, diciembre de 1998

Miyamoto había considerado que las dos próximas fronteras de la serie Super Mario eran una mecánica de juego de caminar sobre una esfera giratoria y, casualmente, un escenario en el espacio, pero tomó mucho tiempo encontrar una manera de hacer resonar estas ideas con el equipo de producción. Le encantaba la idea novedosa de caminar sobre una esfera, porque estaba totalmente inexplorada en la industria de los videojuegos y porque enfocarse en una esfera completa puede eliminar los movimientos de la cámara y, por lo tanto, el mareo. Aprendió mucho de la adaptación del mundo a la jugabilidad en 3D de Super Mario 64 y experimentó brevemente con campos rodantes durante el desarrollo de Paper Mario (2000) para Nintendo 64. Durante el desarrollo de Doshin the Giant para Nintendo 64, propuso con entusiasmo que podría convertirse en el primer juego de caminar sobre esferas, pero el personal rechazó un desarrollo tan enorme para el juego que se lanzó en diciembre de 1999.

### Demo de GameCube
El nombre Super Mario 128 ganó fama permanente cuando se reutilizó para una demostración de nueva tecnología en el evento Space World del 24 al 26 de agosto de 2000. Este software fue controlado por el personal para mostrar nuevas mecánicas de juego y el poder de procesamiento de la próxima consola de videojuegos GameCube. El desarrollo de la demo fue dirigido por Yoshiaki Koizumi, quien más tarde se convertiría en el director de Super Mario Sunshine y Super Mario Galaxy. En el demo, un gran Mario 2D generó un gran número de figuras de Mario más pequeñas, caminando de forma independiente a través de un tablero circular, hasta que el número de personajes en pantalla llegó a 128. El terreno en la demo se manipuló, rotó y giró como un platillo flexible para mostrar el software del motor de física. GamePro declaró a Super Mario 128 como uno de los 15 juegos más esperados de 2001. Con respecto al secretismo de Nintendo y la falta de una demo elaborada del sistema de cámara, GamePro asumió que «las precauciones están garantizadas ya que desarrollador tras desarrollador imitaron el mecanismo exacto de la cámara de Mario 64 para sus títulos».
Koizumi dijo que pensó mucho después del evento sobre la tarea «casi imposible» de producir Super Mario 128 como se demostró. Combinando la superficie redondeada de esa demo con la necesidad de Mario de vagar libremente, el siguiente objetivo innovador que Koizumi había imaginado fue demostrar que Mario caminaba sobre una esfera gravitacional. Incluso para poder intentar eso, se requeriría una gran experiencia tecnológica, motivación y logros de un equipo dedicado y no se llevaría a cabo hasta 2003.
Siempre hubo un desarrollo claramente separado de Super Mario 128 y Super Mario Sunshine, que Miyamoto consideraba similar a Super Mario 64 de todos modos. Dijo, «obviamente estábamos trabajando en la demo de Mario 128 que mostramos en Space World, y por separado estábamos trabajando en experimentos que llevamos a cabo en Mario Sunshine». En el Space World 2001, Super Mario Sunshine fue presentado como la próxima entrega de la serie Mario y que fue lanzado en 2002.

### Resurgimiento
En 2002, Miyamoto predijo que Super Mario 128 permitiría a los jugadores «sentir la novedad que faltaba» en Super Mario Sunshine porque pensaba en ese juego como una revisita a Super Mario 64.
Los rumores decían que la razón por la que Nintendo no mostró Super Mario 128 en la E3 de 2003 era porque el juego era extraordinariamente innovador y Nintendo no quería que otros desarrolladores robaran las ideas del juego, como algunos habían asumido sobre el evento Space World 2000. Sin embargo, Miyamoto confirmó más tarde que Super Mario 128 aún estaba en desarrollo y que el equipo de desarrollo había planeado llevar la serie de Mario en una nueva dirección.
En 2003 un ejecutivo de Nintendo, George Harrison, declaró que era posible que Super Mario 128 no apareciera en GameCube en absoluto. Yoshiaki Koizumi, que había dirigido la demo técnica original de Super Mario 128, se unió a la nueva oficina de EAD de Nintendo en Tokio. Allí, Shigeru Miyamoto lo empujó a tener una visión mucho más grande para el próximo juego de la serie de Mario y Koizumi dijo esto: «Al trabajar juntos [en Donkey Kong Jungle Beat], llegué a conocer al personal lo suficientemente bien para entonces, y pensé: si fuera con este equipo, es posible que podamos abordar el nuevo y difícil desafío de hacer que las plataformas esféricas funcionen». Allí, en EAD en 2003, el equipo de Koizumi comenzó a trabajar en plataformas esféricas prototípicas en un proceso intensivo de tres meses de demos iterativas para Miyamoto. El presidente de Nintendo, Satoru Iwata, solicitó el singular esfuerzo de Miyamoto para convertir este producto, que se convertiría en Super Mario Galaxy, en una exhibición de la nueva consola Wii.
Se pensó que Nintendo presentaría el juego en la E3 de 2004. Miyamoto volvió a confirmar la existencia de Super Mario 128 en una entrevista durante febrero de 2004, pero el juego no salió a la superficie. GameSpy le preguntó a Miyamoto sobre el juego después del E3:

Se mueve en secreto como un submarino bajo el agua. Cuando desarrollamos, a menudo observamos los diferentes hardware, realizamos diferentes experimentos y probamos diferentes ideas. Ha habido una serie de ideas de experimentos diferentes que hemos estado ejecutando en GameCube. Hay algunos que hemos ejecutado en DS, y también hay otras ideas. En este punto, simplemente no sé si veremos ese juego en un sistema u otro. Todavía me resulta difícil tomar esa decisión. Soy el único director de ese juego en este momento. Tengo a los programadores haciendo diferentes experimentos, y cuando vea los resultados, tomaremos la decisión final.
Shigeru Miyamoto

Más tarde en ese mismo año, IGN obtuvo una respuesta similar. Miyamoto volvió a afirmar la naturaleza experimental de Super Mario 128.
En la GDC de 2005, el vicepresidente de marketing de Nintendo of America, Reggie Fils-Aimé, declaró que Super Mario 128 se mostraría en la E3 de 2005, probablemente en forma de video no interactivo. Sin embargo, por tercer año consecutivo, el juego una vez más no salió a la superficie durante la E3. Durante una entrevista en video de GameSpot en la E3, Reggie Fils-Aimé declaró: «Solo puedo mostrar lo que el Sr. Miyamoto me da para mostrar». Cuando un periodista le preguntó si existía, respondió: «He visto fragmentos». En una entrevista con Miyamoto de 2005, un reportero de Wired News confirmó que Super Mario 128 no se produciría para GameCube, sino que se había trasladado definitivamente a Wii (cuyo nombre en código en ese entonces era Revolution).
En septiembre de 2005, Shigeru Miyamoto hizo sus comentarios menos ambiguos sobre Super Mario 128. Cuestionado sobre el estado del juego por una estación de radio japonesa, reveló que Mario tendría un nuevo personaje a su lado y reiteró que el juego aparecería en la Wii con un nombre diferente. Mencionó que Super Mario 128 había jugado un papel importante en la concepción de la consola Wii (entonces conocida como Revolution), como lo había hecho Super Mario 64 para la Nintendo 64. Fue tan lejos como para decir que la Wii se basó en «este nuevo tipo de juego».
En 2006, Miyamoto dijo que había olvidado si Super Mario 64-2 había sido prototipo para el 64DD y dijo que «se ha convertido en otros juegos». Cuando se le preguntó si quería decir que las funciones de juego de la demo técnica se estaban utilizando en otros juegos, Miyamoto respondió: «Desde el momento en que estábamos haciendo originalmente Mario 64, Mario y Luigi se movían juntos. Pero no pudimos hacer que funcionara en la forma de un juego», haciéndose eco de sus declaraciones de 1999. También insinuó que algunos elementos inspirados en Super Mario 128, como correr sobre una superficie esférica, se habían incorporado a Super Mario Galaxy.
El 8 de marzo de 2007, Miyamoto pronunció el discurso de apertura de la GDC de 2007. Mencionó que Super Mario 128 era simplemente una demostración del poder de GameCube y reiteró que varias técnicas de Super Mario 128 se habían convertido en conceptos de juego fundamentales de la serie Pikmin y el videojuego Super Mario Galaxy. Dijo: «La única pregunta que siempre me hacen es, «¿Qué le pasó a Mario 128?» … La mayoría de ustedes ya lo jugó … en un juego llamado Pikmin».

## Legado
Presentado inicialmente como una demo pública del poder computacional de la nueva GameCube y de la destreza en programación de Nintendo, el secretismo y la exageración o hype de Super Mario 128 provocaron una de las mayores expectativas en la industria de los videojuegos de 2001 y en la década de 2000. El apogeo de su intriga se conmemora en el juego de GameCube de 2001 Super Smash Bros. Melee a través de una etapa de batalla titulada «Super Mario 128» (Evento 22), donde el jugador debe luchar contra un total de 128 figuras diminutas de Mario.
La tecnología de software y los conceptos de la demo técnica de Super Mario 128 se convirtieron o inspiraron en componentes centrales de otros videojuegos de Nintendo: el comportamiento explosivo y errante de multitud de pequeños autómatas en la serie Pikmin desde 2001; la física de Metroid Prime en 2002; la gravedad ambulante de la serie Super Mario Galaxy desde 2007 y The Legend of Zelda: Twilight Princess en 2006. El director de la demo de Super Mario 128, Yoshiaki Koizumi, se convirtió en el director de Super Mario Galaxy.